# Portræt af en samler
|  | Denne artikel er oprettet af botten Steenthbot ud fra en ekstern database. Den kan derfor have sproglige fejl eller mangler. Denne skabelon kan fjernes efter kontrol af indholdet. |

Portræt af en samler er en dansk dokumentarfilm fra 1995 instrueret af Mogens Svane.